# Свети Константин (Везник)
„Свети Константин“ (на гръцки: Ιερά Μονή Αγίου Κωνσταντίνου) е манастир в сярското село Везник (Агио Пневма), Егейска Македония, Гърция, подчинен на Сярската и Нигритска митрополия на Вселенската патриаршия (под управлението на Църквата на Гърция).
Манастирът е построен на едноименния хълм в южната част на селото. Според надписа на вградената плоча над западния вход храмът е издигнат в 1872 година. Ктитор е Георгиос Васаку Апостолу. Според втори надпис вляво от иконостаса църквата е обновена и разширена в 1877 година от монаха Герман. Църквата има два елипсовидни купола на правоъгълни колони и арки. Светилището е покрито със свод. Иконостасът има мраморна основа, а нагоре е дърворезбован. В храма има ценни икони от XIX век.